# La Schola
La Schola,  auch La Sc(u)ola genannt, ist eine Insel der Inselgruppe Isole dello Stagnone di Marsala, die vor Westküste Siziliens liegt und zum Stadtgebiet von Marsala zählt. 
Die Insel La Schola ist die kleinste Insel der Inselgruppe, sie ist lediglich ca. 84 × 58 m groß, mit einer Flächenausdehnung von rund 3300 Quadratmetern. Sie ist zwei Meter hoch.
In römischer Zeit befand sich auf der Insel eine Rhetorikschule, wovon sich der Name („Schule“) herleitet. Heute ist die Insel unbewohnt, nur die Reste einiger Häuser sind noch erhalten.